# Anneke Weemaes
Anneke Weemaes is een Nederlandstalig liedje van de Belgische zanger Jan De Wilde uit 1987 over de slachtoffers van Thalidomide.
Op de B-kant van de gelijknamige single stond het nummer Poolijskap waaraan Marc Bonne (grote trom) meewerkte.
Het nummer verscheen op het album De bende van Jan De Wilde uit datzelfde jaar.

## Meewerkende artiesten
- Producer
  - Jean Blaute
- Muzikanten
  - Jan De Wilde (elektrische gitaar, luit, zang)
  - Evert Verhees (basgitaar)
  - Jean Blaute (Hammond)
  - Marc Bonne (drums)